# Open Vlaamse Liberalen en Democraten
Flamandzcy Liberałowie i Demokraci (niderl. Open Vlaamse Liberalen en Democraten, Open VLD) – belgijska i flamandzka partia polityczna o profilu liberalnym, działająca od 1992. Należy do Partii Porozumienia Liberałów i Demokratów na rzecz Europy.

## Historia
Ugrupowanie (jako VLD) powstało w 1992 na bazie przekształconej Partii na rzecz Wolności i Postępu, do której dołączyli liberalni politycy z innych ugrupowań. Liberałowie w 1999 odnieśli zwycięstwo w wyborach krajowych do Izby Reprezentantów, dzięki czemu na czele nowego gabinetu stanął ich przywódca Guy Verhofstadt. Utworzył on pierwszy od kilkudziesięciu lat rząd bez udziału chadeków, popierany przez socjalistów flamandzkich i walońskich oraz Partię Reformatorsko-Liberalną. Po wyborach w 2003 VLD utrzymało władzę, jednocześnie doszło do kilku rozłamów, skutkujących powstaniem niewielkich ugrupowań.
Na potrzeby wyborów w 2007 Flamandzcy Liberałowie i Demokraci zawiązali porozumienie wyborcze z Liberaal Appèl i partią Vivant. Partia pozostała w kolejnych rządach kierowanych od 2008 przez chadeków Yves'a Leterme, Hermana Van Rompuya i ponownie pierwszego z nich. Wiosną 2010 liberałowie wyszli z koalicji rządzącej, co doprowadziło do przedterminowych wyborów parlamentarnych. W głosowaniu tym partia uzyskała najsłabszy wynik wyborczy od czasu swojego powstania (13 mandatów w Izbie Reprezentantów i 4 w Senacie). W 2011 partia weszła do koalicji rządowej popierającej rząd, na czele którego stanął waloński socjalista Elio Di Rupo. W 2014 po kolejnych wyborach krajowych i kilkumiesięcznych negocjacjach liberałowie dołączyli do nowej koalicji rządowej, w ramach której premierem został Charles Michel, którego w 2019 zastąpiła Sophie Wilmès.
W 2020 ugrupowanie przystąpiło do nowej wielopartyjnej koalicji, współtworząc belgijski rząd, na czele którego stanął jeden z ich liderów – Alexander De Croo. W 2025 formacja znalazła się w opozycji.

## Wyniki wyborcze

### Wybory do Izby Reprezentantów[6]
- 1995: 13,1% głosów, 21 mandatów
- 1999: 14,3% głosów, 23 mandaty
- 2003: 15,4% głosów, 25 mandatów
- 2007: 11,8% głosów, 18 mandatów
- 2010: 8,2% głosów, 13 mandatów
- 2014: 9,8% głosów, 14 mandatów
- 2019: 8,5% głosów, 12 mandatów
- 2024: 5,5% głosów, 7 mandatów[7]

### Wybory do Parlamentu Flamandzkiego
- 1995: 20,2% głosów, 26 mandatów[8]
- 1999: 22,0% głosów, 27 mandatów[9]
- 2004: 19,8% głosów, 25 mandatów – kartel wyborczy z partią Vivant[10]
- 2009: 15,0% głosów, 21 mandatów[11]
- 2014: 14,6% głosów, 19 mandatów[12]
- 2019: 13,1 głosów, 16 mandatów[13]
- 2024: 8,3% głosów, 9 mandatów[14]

### Wybory do Parlamentu Europejskiego
- 1994: 11,4% głosów, 3 mandaty[15]
- 1999: 13,7% głosów, 3 mandaty[16]
- 2004: 13,6% głosów, 3 mandaty – kartel wyborczy z partią Vivant[17]
- 2009: 12,6% głosów, 3 mandaty[18]
- 2014: 12,8% głosów, 3 mandaty[19]
- 2019: 10,1% głosów, 2 mandaty[20]
- 2024: 5,8% głosów, 1 mandat[21]

## Przewodniczący
- 1992–1995: Guy Verhofstadt
- 1995–1997: Herman De Croo
- 1997–1999: Guy Verhofstadt
- 1999–2004: Karel De Gucht
- 2004–2004: Dirk Sterckx
- 2004–2004: Karel De Gucht
- 2004–2009: Bart Somers
- 2009–2009: Guy Verhofstadt (p.o.)
- 2009–2012: Alexander De Croo
- 2012–2012: Guy Verhofstadt (p.o.)
- 2012–2020: Gwendolyn Rutten[22]
- 2020–2023: Egbert Lachaert[23]
- 2023–2024: Tom Ongena[24]
- od 2024: Eva De Bleeker[25]